# ФК Ротор Волгоград
ФК Ротор Волгоград е руски футболен отбор от град Волгоград. Един от най-силните руски отбори през 90-те години на XX век.

## История
Историята на клуба започва през 1929, когато е основан ФК Трактостроител. Играе в шампионатите на СССР под имената „Диржинец“, „Торпедо“ и „Трактор“. Сегашното си име носи от 1975 година. През 1987 Виктор Прокопенко вкарва отборът във висшата лига на съюза, където играят до 1990. Ротор става последният шампион на старата Първа лига на СССР през 1991.
След разпада на СССР Ротор играе в Руска Висша Дивизия, но сезон 1992 е слаб - 12 място и 1/16 финал за купата. Най-запомняща е разгромната победа над Зенит с 6:1. На следващия сезон волгоградчани завършват на второ място, записвайки победа срещу шампиона Спартак с гол на Александър Шмарко. За първи път в историята си Ротор играе в купата на УЕФА, побеждавайки френският Нант с 3:2 в първия мач. В реваншът французите надделяват с 3:0. През 1994 завършват на 4 място, отстъпвайки бронза на Локомотив. На 14 юни 1995 Ротор играе финал със състава на Динамо (Москва). В 117 мин. Олег Веретенников изпуска дузпа, нацелвайки гредата. Така се стига до изпълнение на дузпи, където столичани побеждават с 8:7. В септември 1995 волгоградчани играят в купата на УЕФА срещу Манчестър Юнайтед. Първият мач завършва 0:0. На реваншът Ротор водят с 2:0 на полувремето, но англичаните изравняват. Въпреки това волгоградчани продължава напред. Те отпадат от Бордо на 1/16 финалите. В първенството отборът завършва едва 7-и, но Олег Веретенников става голмайстор с 25 гола, което е и рекорд.
През 1996 тимът води в класирането почти до края, но изпуска титлата и остава трети. Също така достигат финал в Интертото, загубен от френския Гингам. На следващия сезон Ротор отново са на крачка от титлата, но последният мач със Спартак се оказва решаващ и титлата отива в „червено-белите“.
Към края на 90-те резултатите на клуба западат. Завършват на 13 място в първенството, а треньорът Виктор Прокопенко и голмайсторът Олег Веретенников напускат. Ротор се спуска в средата на таблицата. Все пак от клуба тръгват талантливи футболисти като Роман Павлюченко и Евгений Алдонин. През 2004 клубът завършва последен в Руска Премиер Лига. Играчите не получават заплатите си месеци наред, а президентът решава да се оттегли от Ротор. През зимата им е отнет професионалния лиценз и е решено да не вземат участие в аматьорските първенства.
Все пак бившият дублиращ тим на Ротор, Ротор-2 Волгоград, играе сезон 2005 в Руска Втора Дивизия. На 12 януари 2006, Ротор-2 е преименуван на „Ротор“. Отборът играе във втора дивизия, докато в средата на 2009 не е временно разформирован поради запориране на имуществото. В края на годината отборът се обединява със спечелилия промоция в 1 дивизия тим на ФК Волгоград. През 2010 Ротор играе в 1 дивизия, но заема 17-о място и отново изпада. Преди началото на сезон 2011/12 в Ротор се връщат опитни играчи като Николай Олеников и Денис Зубко, а също така и синът на Олег Веретенников – Павел. На 19 май 2012 волгоградчани печелят промоция за ФНЛ.

## Известни играчи
- Валерий Есипов
- Евгений Алдонин
- Денис Зубко
- Михаил Мисин
- Олег Веретенников
- Андрей Чичкин
- Владимир Нидергаус
- Максим Бузникин
- Олег Сергеев
- Александър Шмарко
- Олег Трифонов
- Николай Олеников